# È
La E con acento grave (È) es una letra del alfabeto latino extendido utilizada en numerosos idiomas.

## Uso
- En inglés, la letra è se usa a veces en las formas de verbos en tiempo pasado en textos poéticos para indicar que la sílaba final debe pronunciarse por separado. Por ejemplo, blessèd indicaría la pronunciación /ˈblɛsɪd/ BLESS-id en lugar de /blɛst/ BLEST. También aparece en préstamos como el italiano caffè.
- En emiliano, è se usa para representar [ɛː], por ejemplo, lèt [lɛːt] "cama". En romañol, representa [ɛ], por ejemplo, vècc ' [vɛtʃː] "ancianos".
- En francés, siempre representa el sonido [ɛ] de la letra e cuando está al final de una sílaba.
- È significa "es" en italiano moderno /ɛ/, por ejemplo, il cane è piccolo que significa "el perro es pequeño". Se deriva del latín ĕst y se acentúa para distinguirlo de la conjunción e que significa "y". È también se usa para marcar una [ɛ] acentuada al final de una palabra, como en caffè.
- È (è) se usa en limburgués para el sonido [ɛ], como en la palabra 'Sjtèl'.
- È en noruego (tanto Bokmål como Nynorsk) se usa en algunas palabras para denotar una vocal más larga, como en karrière (carrera).
- È (è) también se usa para [ɤ] con un tono descendente en pinyin, el sistema de transcripción al alfabeto latino del idioma chino. La palabra 鄂, que consta solo de esta vocal, es una abreviatura de la provincia de Hubei.
- È (è) también se usa en el alfabeto latino macedonio como equivalente de la letra ye con grave ( Ѐ, ѐ).
- È (è) se usa en vietnamita para representar la letra "E" con el tono dấu huyền. También se puede combinar con "Ê" para formar "Ề".
- È (é) se usa para prolongar la vocal e en irlandés, el acento se llama fada.

## Codificación digital
En Unicode, la mayúscula È está codificada en U+C8 y la minúscula é está codificada en U+E8.
| Carácter                | È                                 | È                                 | è                               | è                               |
| ----------------------- | --------------------------------- | --------------------------------- | ------------------------------- | ------------------------------- |
| Unicode                 | LATIN CAPITAL LETTER E WITH GRAVE | LATIN CAPITAL LETTER E WITH GRAVE | LATIN SMALL LETTER E WITH GRAVE | LATIN SMALL LETTER E WITH GRAVE |
| Codificación            | decimal                           | hex                               | decimal                         | hex                             |
| Unicode                 | 200                               | U+00C8                            | 232                             | U+00E8                          |
| UTF-8                   | 195 136                           | C3 88                             | 195 168                         | C3 A8                           |
| Ref. numérica           | &#200;                            | &#xC8;                            | &#232;                          | &#xE8;                          |
| Ref. entidad            | &Egrave;                          | &Egrave;                          | &egrave;                        | &egrave;                        |
| EBCDIC family           | 116                               | 74                                | 84                              | 54                              |
| ISO 8859-1/3/9/14/15/16 | 200                               | C8                                | 232                             | E8                              |

### Introducción con el teclado
- La computadora del usuario de Microsoft Windows puede escribir una "è" presionando Alt+0 2 3 2 o Alt+1 3 8 en el teclado numérico. "È" se puede escribir presionando Alt+0 2 0 0 o Alt+2 1 2.